# Сверхъестественное (15-й сезон)
Пятнадцатый сезон американского мистического телесериала «Сверхъестественное», созданного Эриком Крипке, премьера которого состоялась на канале The CW 10 октября 2019 года, а заключительная серия вышла 19 ноября 2020 года. Сезон состоит из 20 серий. 22 марта 2019 года главные актёры сериала сообщили, что этот сезон станет последним.
В марте 2020 года Warner Bros. Television приостановила работу над сериалом из-за пандемии коронавируса. 23 марта шоураннер Эндрю Дабб объявил, что сериал уходит на бессрочный перерыв. 14 мая телеканал The CW сообщил, что оставшиеся серии будут показаны осенью 2020 года. Позже стало известно, что оставшиеся 7 серий будут показаны с 8 октября по 19 ноября 2020 года, а показ последней серии будет предваряться ретроспективой «Сверхъестественное: Долгий путь домой».
Сериал повествует о двух братьях — охотниках за нечистью, которые путешествуют по Соединённым Штатам Америки на чёрной Chevrolet Impala 1967 года, расследуя паранормальные явления, многие из которых основаны на городских легендах и фольклоре, а также сражаются с порождениями зла: демонами, призраками и другой нечистью.

## В ролях

### Главные актёры
- Джаред Падалеки — Сэм Винчестер, Люцифер и альтернативный Сэм Винчестер;
- Дженсен Эклс — Дин Винчестер и альтернативный Дин Винчестер;
- Александр Кэлверт — Джек Клайн и Бельфегор;
- Миша Коллинз — Кастиэль и альтернативный Кастиэль.

### Приглашенные актёры
- Джейк Абель —  Адам Миллиган и Михаил;
- Брианна Бакмастер — шериф Донна Ханскам;
- Анна Грейс Барлоу — Эшли Монро и Лилит;
- Роб Бенедикт — Чак Ширли / Бог;
- Лиза Берри — Билли / Смерть;
- Джим Бивер — Бобби Сингер, Бобби Сингер* и альтернативный Бобби Сингер*;
- Спенсер Боргесон — Дин Винчестер младший
- Дмитрий Вантис — шаман Сергей;
- Ядира Гевара-Прип — Кайя Ньевес и Кайя Ньевес**
- Алессандро Юлиани — Адам;
- Лейн Дэвис — Фрэнсис Тамблти;
- Фелиция Дэй — Чарли Брэдбери;
- Кристиан Кейн — Ли Уэбб;
- Рут Коннелл — Ровена;
- Ди Джей Куоллс — Гарт Фитцджеральд IV;
- Кристиан Майкл Купер — юный Сэм Винчестер;
- Рэйчел Майнер — Тень (Пустота);
- Крис Ноуленд — Джон Уэйн Гейси;
- Тай Олссон — Бенни Лафитте;
- Женевьев Падалеки — Руби;
- Марк Пеллегрино — Люцифер;
- Эмили Перкинс — Бекки Розен;
- Ким Родс — шериф Джоди Миллс и альтернативная Джоди Миллс;
- Пэкстон Синглтон — юный Дин Винчестер
- Сара Смит — Бесс Фитцджеральд;
- Эмили Суоллоу — Амара / Тьма;
- Шарон Тейлор — Ардат;
- Шанае Томасевич — Констанс Уэлч;
- Миген Фэй — миссис Баттерс;
- Дэвид Хайдн-Джонс — Артур Кетч и Фрэнсис Тамблти;
- Джованна Хьюджет — Мэри Уортингтон;
- Осрик Чау — Кевин Трен;
- Кит Шарабайка — Донателло Редфилд и Бог;
- Кристин Шателейн  — Дженни;
- Шошанна Штерн — Эйлин Лэйхи и альтернативная Эйлин Лэйхи;
- Дэннил Эклс — сестра Джо / Анаэль.

* Персонаж из мира Апокалипсиса
** Персонаж из «Плохого места»

## Список эпизодов
| № общий | № в сезоне | Название                                                           | Режиссёр          | Автор сценария                                                   | Дата премьеры   | Зрители в США (млн) |
| --- | ---------- | ------------------------------------------------------------------ | ----------------- | ---------------------------------------------------------------- | --------------- | ------------------- |
| 308 | 1          | «Назад и в будущее» «Back and to the Future»                       | Джон Шоуолтер     | Эндрю Дабб                                                       | 10 октября 2019 | 1,23                |
| Сэм, Дин и Кастиэль вынуждены бежать от огромного наплыва зомби, а также найти способ защищать мир после того, как все души ада оказались освобождены и вернулись на Землю, чтобы продолжить убивать. Между тем в тело умершего Джека вселяется демон Бельфегор, который, к удивлению парней, хочет того же, что и они. |            |                                                                    |                   |                                                                  |                 |                     |
| 309 | 2          | «Страсти накаляются» «Raising Hell»                                | Роберт Сингер     | Брэд Бакнер и Евгения Росс-Леминг                                | 17 октября 2019 | 1,16                |
| На помощь к Сэму, Дину и Кастиэлю приходит Ровена, которая начинает работать над «ловцом душ». Однако братья встречают ещё одного помощника — Артура Кетча, у которого было задание убить демона Бельфегора. Тем временем Чак обращается к своей сестре Амаре с предложением начать всё с чистого листа, но та понимает, что Чак беспомощен, и теперь она «запирает его». |            |                                                                    |                   |                                                                  |                 |                     |
| 310 | 3          | «Разлом» «The Rupture»                                             | Чарльз Бисон      | Роберт Беренс                                                    | 24 октября 2019 | 1,24                |
| Сэм, Дин, Кастиэль, Бельфегор и Ровена отправляются к тому месту, откуда и начался призракопокалипсис, чтобы попытаться закрыть «рану», из которой продолжают подниматься души. Кастиэль и Бельфегор отправляются в ад, чтобы отыскать посох Лилит, который поможет вернуть души обратно, Сэм и Ровена остаются в склепе, готовясь к произношению заклинания, а Дин, думая, что пишет Артуру Кетчу, сообщает неприятелю своё местоположение. |            |                                                                    |                   |                                                                  |                 |                     |
| 311 | 4          | «Атомные монстры» «Atomic Monsters»                                | Дженсен Эклс      | Дейви Переc                                                      | 7 ноября 2019   | 1,1                 |
| Сэм не может прийти в себя после смерти Ровены, однако Дин уговаривает его отправиться на дело, которому виной любовь к семье. Между тем Чак отправляется к своей самой преданной поклоннице, которая может помочь Ему снова стать великим. |            |                                                                    |                   |                                                                  |                 |                     |
| 312 | 5          | «Книга Притчей Соломоновых: Глава 30, Стих 3» «Proverbs 17:3»      | Ричард Спейт-мл.  | Стив Йоки                                                        | 14 ноября 2019  | 1,3                 |
| Сэм и Дин отправляются на очередное дело, даже не предполагая, что рядом с ними уже находится их давняя знакомая, которую Сэм убил много лет назад, после чего Люцифер был освобождён из Клетки. |            |                                                                    |                   |                                                                  |                 |                     |
| 313 | 6          | «Золотые времена» «Golden Time»                                    | Джон Шоуолтер     | Мередит Глинн                                                    | 21 ноября 2019  | 1,14                |
| Сэм чувствует присутствие призрака рядом, коим оказывается давняя знакомая Винчестеров — охотница Эйлин Лэйхи. Сэм вместе с ней отправляется в рабочий кабинет Ровены, где пытаются найти то, что облегчит страдания пока ещё доброго призрака. Кастиэль тем временем расследует таинственную смерть парня, в котором нет ни капли крови. |            |                                                                    |                   |                                                                  |                 |                     |
| 314 | 7          | «По последней» «Last Call»                                         | Амин Кадерали     | Джереми Адамс                                                    | 5 декабря 2019  | 1,06                |
| Сэм с Эйлин пытаются найти зацепки на Бога и Лилит. Тем временем Дин в одиночку отправляется на расследование дела, в ходе которого встречается со своим старым знакомым. Кастиэль возвращается в бункер, но в своей попытке помочь Сэму чуть не доводит его до смерти, после чего ангел обращается к своему должнику за помощью. |            |                                                                    |                   |                                                                  |                 |                     |
| 315 | 8          | «Отче наш, сущий не на небесах» «Our Father, Who Aren't in Heaven» | Ричард Спейт-мл.  | Евгения Росс-Леминг и Брэд Бакнер                                | 12 декабря 2019 | 1,09                |
| Братья наконец находят способ справиться с Богом, но для этого им нужна помощь пророка. Сэм, Дин и Кастиэль отправляются в ад, чтобы отыскать там Михаила, которого заперли в Клетке 10 лет назад. Спустившись под землю, они неожиданно встречают недавно умершую Ровену, которая уже успела стать королевой ада. |            |                                                                    |                   |                                                                  |                 |                     |
| 316 | 9          | «Ловушка» «The Trap»                                               | Роберт Сингер     | Роберт Беренс                                                    | 16 января 2020  | 1,13                |
| Дин и Кастиэль отправляются в чистилище, чтобы отыскать цветок левиафанов, который поможет им запереть Бога, который, в свою очередь, недавно похитил Сэма. Бог показывает младшему Винчестеру то, что произойдёт, если Его не станет. Сэм, который до последнего не терял надежду, в конце концов теряет её. |            |                                                                    |                   |                                                                  |                 |                     |
| 317 | 10         | «Путь героев» «The Heroes' Journey»                                | Джон Шоуолтер     | Эндрю Дабб                                                       | 23 января 2020  | 0,99                |
| Братья Винчестеры неожиданно для себя осознают, что они лишились своей удачи, которая помогала им не обращать внимания на мелочи жизни. Давний знакомый парней, Гарт, просит их о помощи, однако вскоре помощь требуется уже самим братьям, когда они попадают в плен к владельцу бойцовского клуба для монстров. |            |                                                                    |                   |                                                                  |                 |                     |
| 318 | 11         | «Игроки» «The Gamblers»                                            | Чарльз Бисон      | Сюжет: Мередит Глинн и Дейви Переc Телесценарий: Мередит Глинн   | 30 января 2020  | 1,07                |
| Дин и Сэм отправляются на поиски места, где они смогут «перезарядить» свою удачу. Они попадают в бильярдный зал, где люди играют не на деньги, а на свою удачливость. Того, кто проиграет всё, ждёт почти мгновенная смерть. Со временем выясняется, что владельцем зала является сама древнеримская богиня удачи Фортуна. Однако между Винчестерами и древней богиней оказывается куда больше общего, чем они могли подумать. Тем временем Кастиэль выходит на след недавно умершего Джека, который, к его удивлению, не только не умер, но и убивает ангелов, питаясь их сердцами. |            |                                                                    |                   |                                                                  |                 |                     |
| 319 | 12         | «Галактический разум» «Galaxy Brain»                               | Ричард Спейт-мл.  | Сюжет: Мередит Глинн и Роберт Беренс Телесценарий: Роберт Беренс | 16 марта 2020   | 0,98                |
| Попав в ловушку, Джоди Миллс просит помощи у братьев Винчестеров. Однако парней встречает их давняя знакомая — Кайя Ньевес из Нехорошего места, которая стремится попасть обратно в свой мир. Единственный, кто это может организовать — это Джек, которому запрещено использовать свои силы. Тем временем Чак уже вовсю разрушает созданные собою же миры и целые галактики. |            |                                                                    |                   |                                                                  |                 |                     |
| 320 | 13         | «Дитя судьбы» «Destiny's Child»                                    | Амин Кадерали     | Брэд Бакнер и Евгения Росс-Леминг                                | 23 марта 2020   | 1,06                |
| Винчестеры обнаруживают в своей оружейной точно таких же Сэма и Дина из другого мира, которые также неожиданно исчезают. Смерть даёт Джеку новое задание — найти Оккульт, который должен помочь укрепить духовную составляющую нефилима. Поиски приводят Сэма и Дина к сестре Джо, которая рассказывает им, что 10 лет назад передала Оккульт Руби, которую парни убили, и отправляет их в ад, где устроила для них западню. Кастиэль, желая узнать историю целиком, отправляется в Пустоту, где надеется пообщаться непосредственно с Руби. Та рассказывает ему, где находится тот самый Оккульт. |            |                                                                    |                   |                                                                  |                 |                     |
| 321 | 14         | «Последний праздник» «Last Holiday»                                | Эдуардо Санчес    | Джереми Адамс                                                    | 8 октября 2020  | 1,13                |
| В бункере начинают выходить из строя бытовые приборы. Перезапустив систему, братья, сами того не подозревая, вернули к жизни дриаду. Хранители Знаний ещё до войны выкрали её из лаборатории Туле, после чего оставили в бункере. Цель существования дриады — защищать семью. Не сумев защитить первую семью, она начинает охранять вторую — Сэма и Дина. В Джеке она видит угрозу братьям и стремится обезопасить их, чего бы это ни стоило. |            |                                                                    |                   |                                                                  |                 |                     |
| 322 | 15         | «Дай мне убежище» «Gimme Shelter»                                  | Мэтт Коэн         | Дейви Переc                                                      | 15 октября 2020 | 1,07                |
| Дин и Сэм выходят на след Амары, которую хотят склонить помочь им в противостоянии с Богом. Кастиэль с Джеком отправляются на дело, связанное со странными смертями членов религиозного сообщества. По окончании расследования Джек рассказывает Кастиэлю о том, что утаивал от всех, и просит не говорить об этом Винчестерам. |            |                                                                    |                   |                                                                  |                 |                     |
| 323 | 16         | «Избавь меня (от себя)» «Drag Me Away (From You)»                  | Амин Кадерали     | Меган Фитцмартин                                                 | 22 октября 2020 | 0,92                |
| В детстве братья Винчестеры имели дело с существом, которое, как им казалось, убили. Однако спустя 25 лет оно вновь дало о себе знать. Дин и Сэм возвращаются в тот самый мотель, чтобы покончить с древней ведьмой, что питается детским страхом, — Бабой-ягой. Билли сообщает Дину, что Бог уже закончил уничтожать остальные миры и готов взяться за Землю. Старший Винчестер решается рассказать Сэму всю правду, что вызывает в последнем бурю эмоций. |            |                                                                    |                   |                                                                  |                 |                     |
| 324 | 17         | «Единение» «Unity»                                                 | Катриона Маккензи | Мередит Глинн                                                    | 29 октября 2020 | 0,91                |
| Уничтожив все другие миры, Бог возвращается на Землю. Его сестра Амара пытается переубедить Его уничтожать этот мир, однако у неё это не получается. Чак предлагает ей стать единым целым, обрести истинный баланс. Дин с Джеком отправляются исполнять последний ритуал с первым человеком — Адамом, в результате которого последний делится своим ребром, которое должно помочь убить Бога. Сэм с Кастиэлем остаются в бункере, чтобы попытаться найти иной выход, который бы позволил Джеку не умирать. Сэм отправляется в библиотеку Смерти, чтобы лично понять, чего хочет Смерть. Но в библиотеке Сэм находит Пустоту, которая также требует встречи со Смертью. Сэму получается взять с собой Книгу смерти Бога. |            |                                                                    |                   |                                                                  |                 |                     |
| 325 | 18         | «Отчаяние» «Despair»                                               | Ричард Спейт-мл.  | Роберт Беренс                                                    | 5 ноября 2020   | 1,02                |
| Дин, Сэм и Кастиэль не знают, что делать с Джеком, который вот-вот взорвётся. Смерть, которая приходит к ним, отправляет Джека в Пустоту, где тот всё-таки взрывается, чем приводит саму Пустоту в ярость. Когда Джек вновь оказывается в бункере, Билли хочет забрать его с собой, но Дин, схватив косу, ранит Смерть. Люди начинают исчезать на глазах. Сэм с Джеком предпринимают попытку защитить тех, кто остался, но терпят неудачу. Дин с Кастиэлем отправляются к Смерти, чтобы попытаться остановить исчезновения людей, но всё это происходит не из-за неё. Рана, которую оставил Дин, смертельна для Смерти, а её предсмертное желание заключается в смерти Дина. |            |                                                                    |                   |                                                                  |                 |                     |
| 326 | 19         | «Ибо наследуют Землю» «Inherit the Earth»                          | Джон Шоуолтер     | Евгения Росс-Леминг и Брэд Бакнер                                | 12 ноября 2020  | 1,00                |
| Чак показывает, что теперь хочет, чтобы Винчестеры и Джек жили на совершенно безжизненной Земле, осознавая своё поражение, в качестве наказания за свои действия. Он убивает собаку, которую братья случайно находят, напоминая им о том, что им не победить. Джек приводит Винчестеров к Михаилу, который рассказывает им, что Адам тоже исчез, и соглашается помочь им, но даже он не может открыть книгу смерти Чака. Вскоре после этого прибывает воскресший Люцифер, утверждающий, что был послан Пустотой, чтобы помочь им убить Бога; Люцифер убивает Бетти, жнеца, которая становится новой Смертью и способной прочесть Книгу смерти Бога. Как только Бетти открывает Книгу, Люцифер убивает её и говорит, что на самом деле Бог вернул его, чтобы забрать книгу; после короткого боя Михаил убивает Люцифера Клинком Архангела. Используя Книгу Проклятых, Винчестеры находят в ней заклинание, которое может уничтожить Бога, но их предаёт Михаил в попытке снова стать любимым сыном Бога. Чак убивает Михаила и избивает Винчестеров почти до смерти, но Джек, впитав в себя огромное количество энергии, в том числе и божественной, лишает Бога силы. Сэм и Дин объясняют, что попытка превратить Джека в космическую бомбу также превратила его в энергетический вакуум, который поглотил энергию конфликтов вокруг него, что позволило Джеку стать достаточно сильным, чтобы истощить Бога; предвидя предательство Михаила, они использовали архангела, чтобы заманить Чака в ловушку. Когда Чак становится бессильным и смертным, трое решают оставить его, чтобы жить обычной человеческой жизнью и забыть всё это. Теперь новый Бог, Джек, возвращает мир в нормальное состояние и уходит, решив не принимать непосредственного участия в происходящем во вселенной. Окончательно освободившись от влияния Чака, Винчестеры упиваются возможностью самим написать свою собственную историю. |            |                                                                    |                   |                                                                  |                 |                     |
| 327 | 20         | «Жизнь продолжается» «Carry On»                                    | Роберт Сингер     | Эндрю Дабб                                                       | 19 ноября 2020  | 1,38                |
| Сэм и Дин снова приспосабливаются к нормальной жизни: Дин усыновляет собаку, которую он ранее нашёл. Однако странное убийство и похищение вампирами в масках втягивает Винчестеров в дело, над которым, как они понимают, их отец работал в 1986 году, но так и не смог его раскрыть. Винчестеры ловят одного из вампиров по схеме, установленной Джоном, и заставляют его привести их к гнезду. Одна из вампиров — Дженни, с которой Винчестеры столкнулись во время своей первой охоты на вампиров 14 лет назад. Винчестерам удаётся убить всех вампиров, но Дина пронзает металлический шип во время боя, и старший Винчестер умирает после эмоционального прощания с Винчестером-младшим. В раю Дин воссоединяется с Бобби Сингером, который рассказывает, что Джек изменил рай, и с этим ему помог Кастиэль. Рай стал намного лучше: каждая душа не одинока, как было раньше, каждый может быть со своими близкими. Дин уезжает вдаль на Импале, в то время как у Сэма появляется семья и сын, которого он назвал в честь своего брата. Сэм стареет и умирает естественной смертью. После смерти Сэма братья воссоединяются в раю на версии моста из «Пилотной серии». |            |                                                                    |                   |                                                                  |                 |                     |

### Специальный выпуск
| Название                                 | Дата премьеры  | Зрители в США (млн) |
| ---------------------------------------- | -------------- | ------------------- |
| «Долгий путь домой» «The Long Road Home» | 19 ноября 2020 | 1,20                |